# Lampionvirág
A lampionvirág (Alkekengi officinarum korábban: Physalis alkekengi) a burgonyavirágúak (Solanales) rendjébe és a burgonyafélék (Solanaceae) családjába tartozó faj.
Számos további néven is ismert: lampionnövény, fizálisz (a magyarosodott latin-görög physalis név a physa, azaz hólyag szóból eredt, mert „bogyóját hólyagként felfúvódott veres csésze zárja be”), piros papmonya, illetve páponya vagy paptök (bogyó formájú gyümölcse alapján, eredete a pap és a mony: ’here, tojás’ birtokos jelzős összetételeként keletkezett, amit szeméremsértő növénynévként 1884-ban Kossuth Lajos is megemlített), alkekengi (eredete az arab al-kākanğ átvétele), muharc, hólyagcseresznye, korallcseresznye, kláriscseresznye, kőrontófű (a népi gyógyászatban hasznosítására utalva), Vénusz köldöke (a termések formája miatt), Halicacabon, sócsepp, vereshalyag, körontó-fü (magyarázata, hogy a növényt vesekő szétoszlatására használták), zsidócseresznye (a német Judenkirsche tükörfordítása), közönséges zsidócseresznye, hólyagkláris.
Korábban a Földicseresznye (Physalis) nemzetség mintegy 30 faja közé az egyetlen olyan fajként sorolták be, amely fagytűrésének köszönhetően a Kárpát-medencében is megél. A 2000-es évek elején végzett filogenetikai vizsgálat után azonban ezt az eurázsiai fajt, ami egy divergens kládot képvisel, a monotipikus (egyetlen fajt tartalmazó) Alkekengi nemzetségbe helyezték, A. officinarum Moench névvel. Ezt követően javasolta elfogadásra az szövetes növények nómenklatúrájával foglalkozó bizottság 2012-ben.

## Elterjedése, élőhelye
Közép- és Dél-Európában, illetve Ázsia nyugati részén, Nyugat-Szibériában őshonos. Észak-Amerikában adventív. Magyarországon inkább csak szórványosan fordul elő, de helyenként kiterjedt telepeket alkot. A Mátrában is megtalálhatóak állományai. Ligeterdőkben, száraz tölgyesekben, bükkösökben vagy azok szélén és erdei fenyvesekben gyakori, de út menti fasorok alatt, szőlők, gyümölcsösök szegélyén is találkozhatunk vele. A száraz, humuszos talajt kedveli. Síkságon, hegyvidéken egyaránt előfordul.

## Megjelenése
Hosszú, olykor 70–80 centiméterre is megnő. Évelő, lágy szárú növény. Gyökértörzse a tarackhoz hasonlóan terjed, és nagy területet képes behálózni. Szárain a fehér, önbeporzó virágok a kissé molyhos levelek hónaljában magányosan állnak. Megtermékenyülésük után csészeleveleik interkaláris növekedéssel fejlődnek, s a csészecsúcsok kivételével 4–5 centiméteres lampionszerű piros képződvénnyé nőnek össze. Az ebben fejlődő 0,5–1 centiméteres bogyó termés is azonos színű. Mivel mérgező hatású alkaloidot tartalmaz, nem szabad megenni!
1959-ben vizsgálták kehelyleveleinek karotinoid festékeit, mely során megállapították, hogy azok két főfestéket (β-kriptoxantin-palmitat és fizalien) tartalmaznak, amiket ezek cisz-izomerjei (neo-β-kriptoxantin A-észter és egyik cisz-fizalien), valamint β-karotin, auroxantin (nyomokban) és mutatoxantin kísérnek.

## Felhasználása
A Physalis-félék megkülönböztethetőségét az európai fogyasztók körében nagyban nehezíti a fajok közötti nagyfokú hasonlóság és a köznyelvben sokszor hibásan élő, vagy ki sem alakult elnevezések. Például a perui földicseresznye termése nagyon hasonló, de míg ez ehető, a Physalis alkekengi (lampionvirág, zsidócseresznye, fizálisz, piros papmonya) fogyasztásra alkalmatlan, mérgező! Zsidócseresznyéből és fekete csucsorból készítették a hippomane és halicacabum nevű halálhozó italt. Levelét a Folium belladonnae és a Folium stramonii hamisítására használták.
Az évelő szárazkötészeti és kerti dísznövények közé tartozik. Előbbinél leveleitől megfosztva, jól kiszárítva, hosszan tartó díszt képez, amely színét egy évnél tovább is megtartja.
A népi gyógyászatban használták hólyag- és vesekő kezelésére, valamint vizelethajtó szerként.

## Galéria

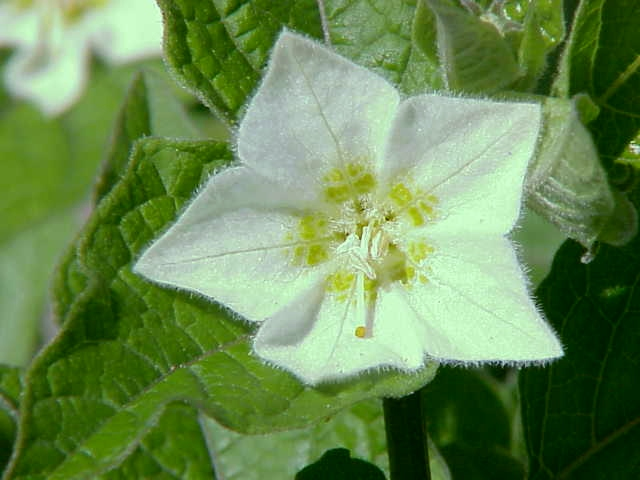
virága
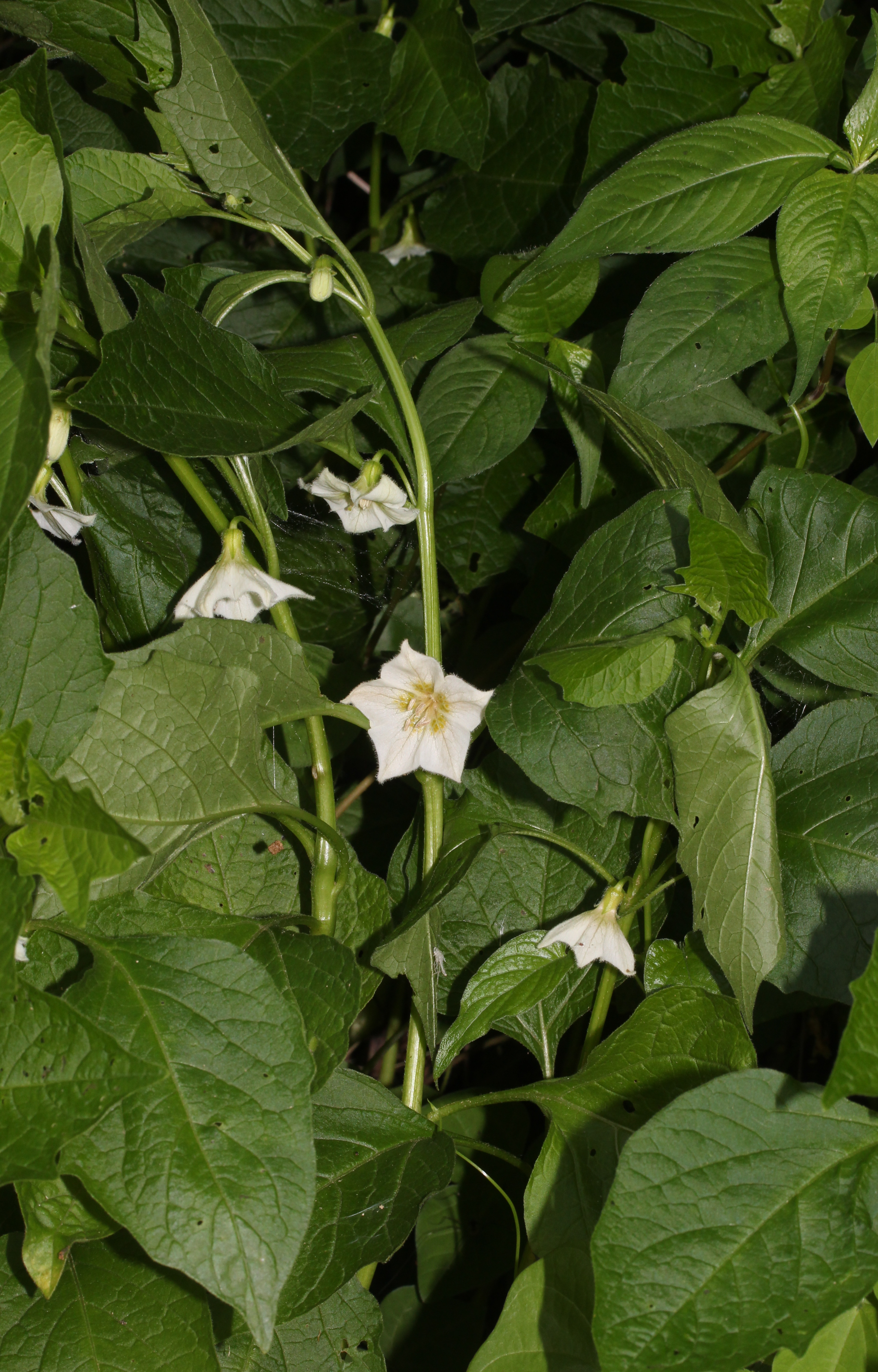
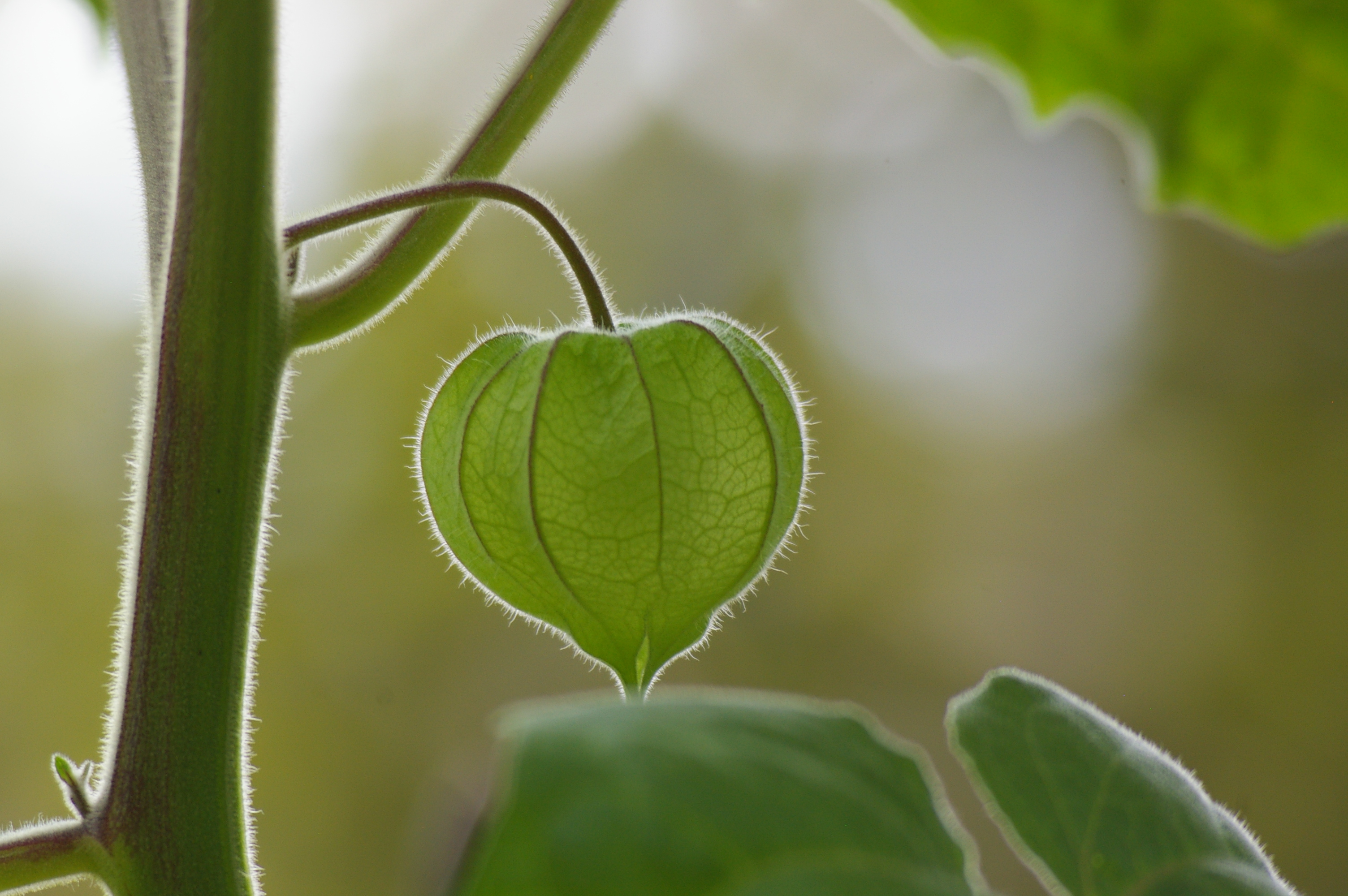
a még éretlen termése
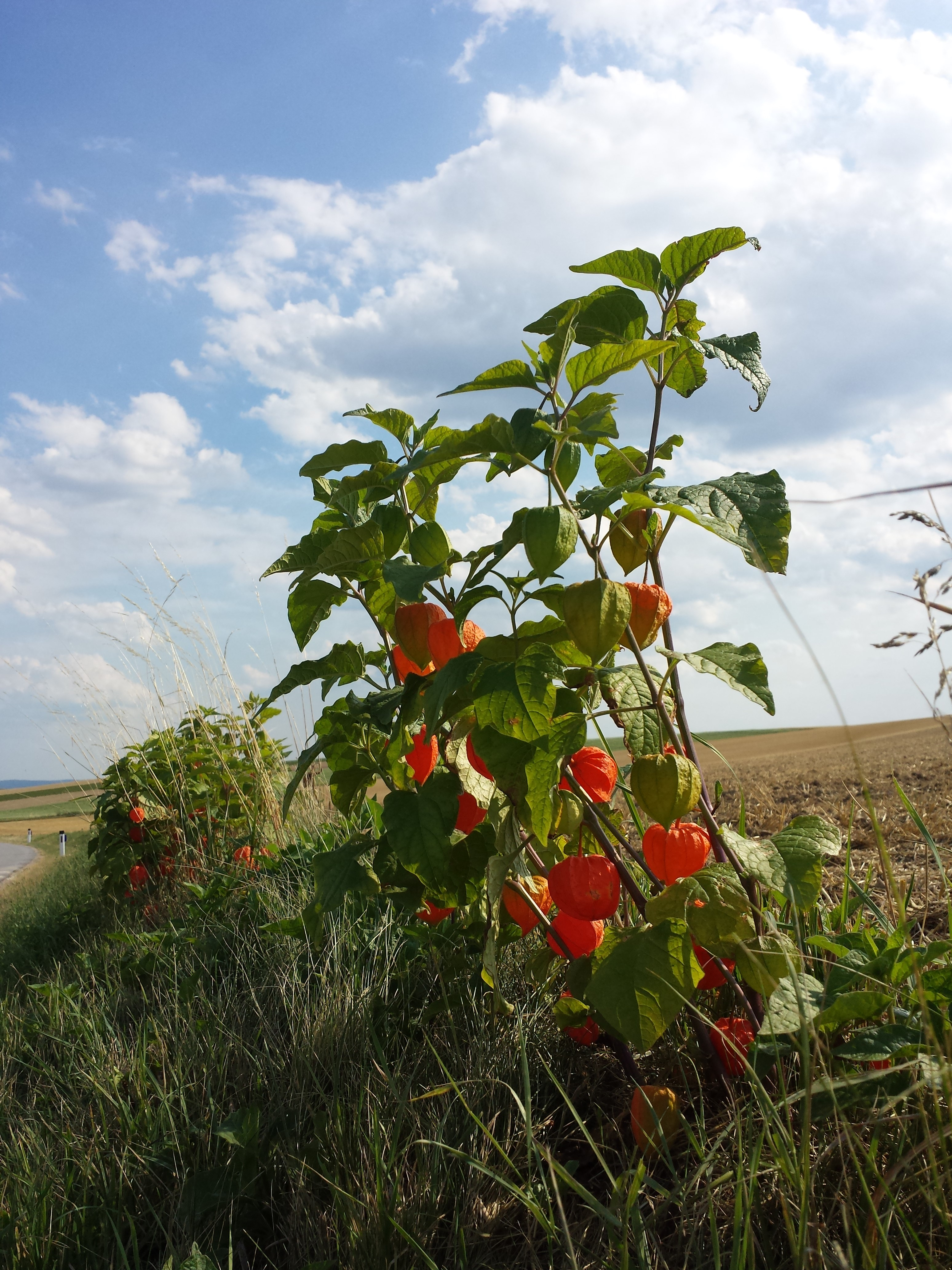
habitusa (mező széle, Alsó-Ausztria)
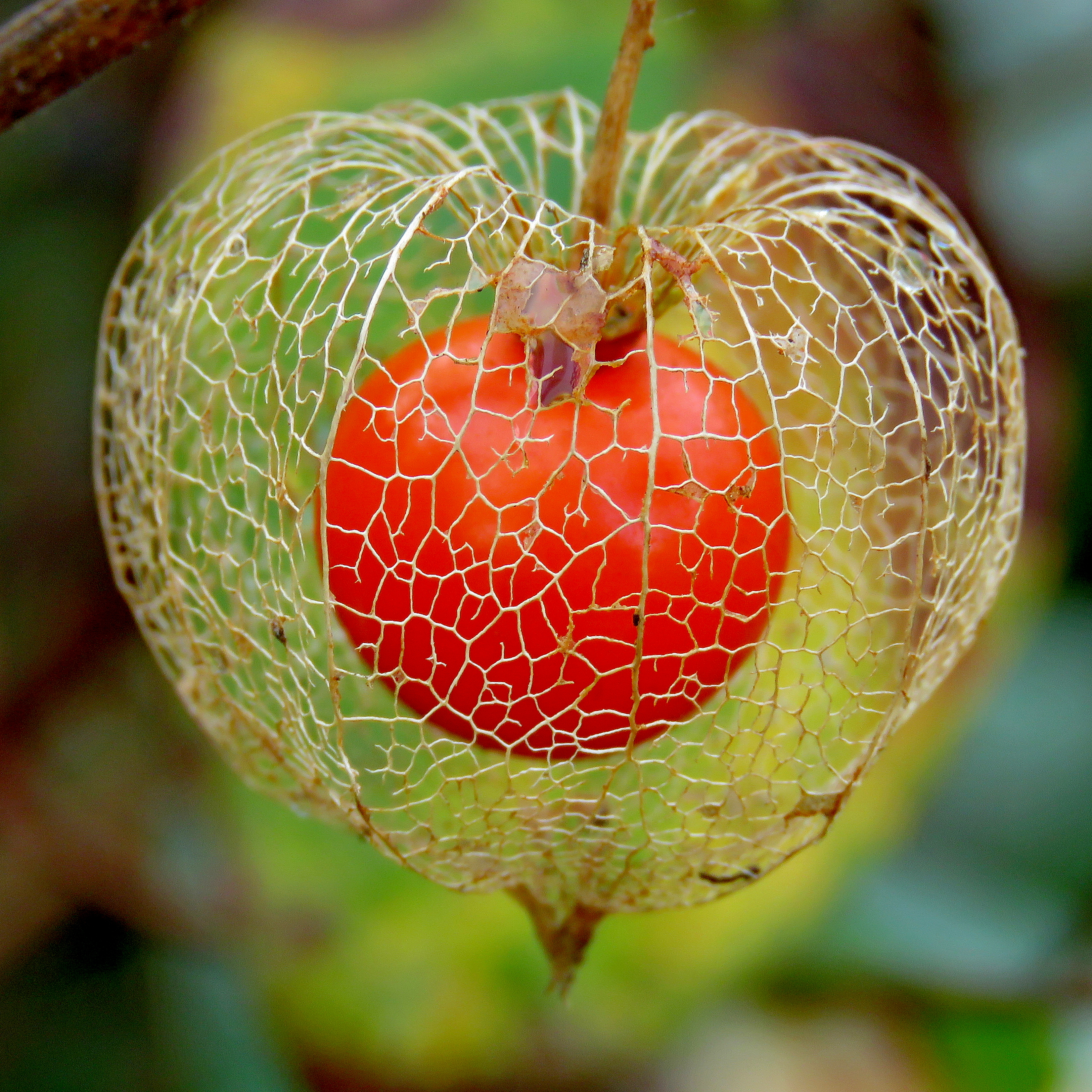
érett bogyója novemberben a lepusztult csésze érmaradványával (Törökbálint)
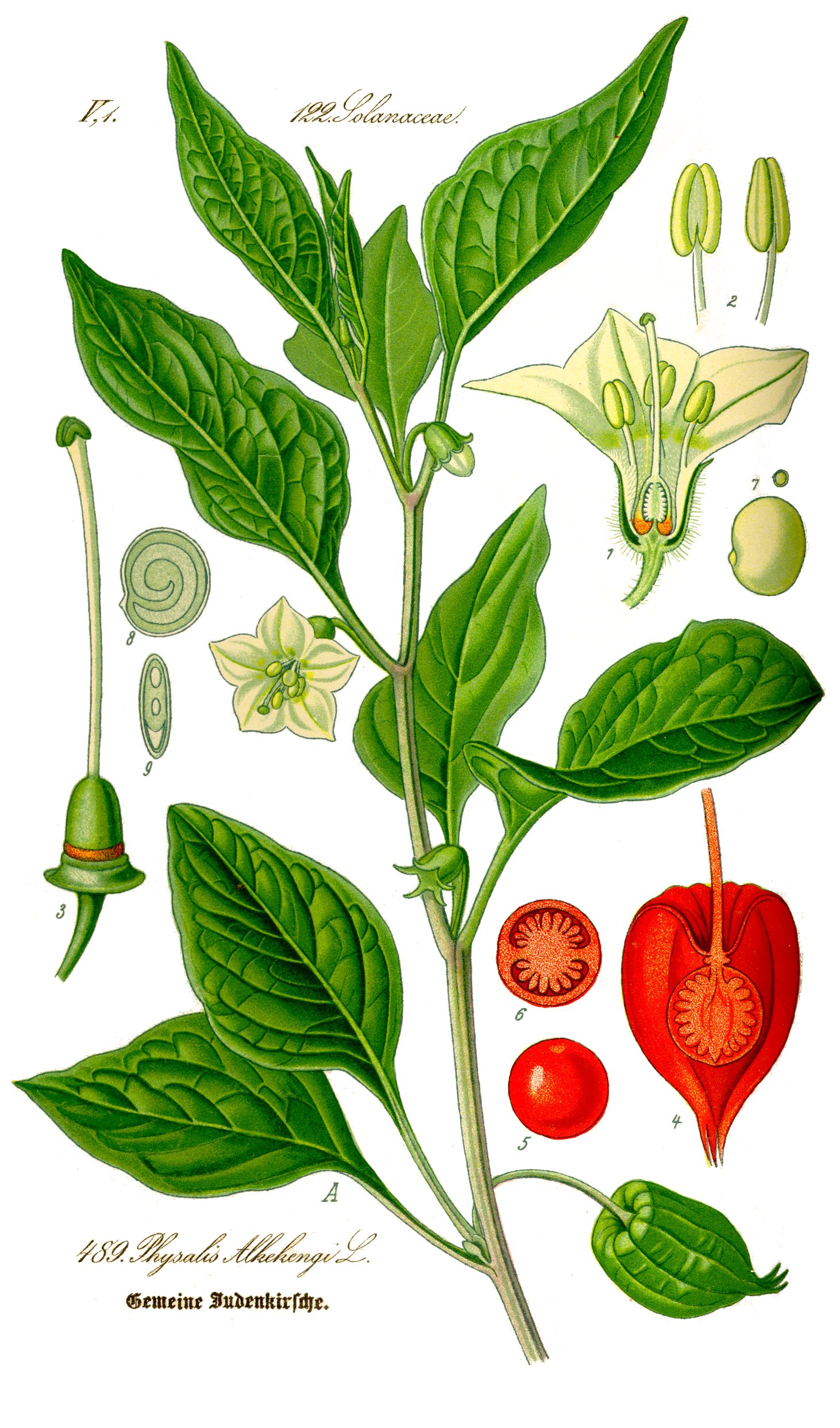
botaniaki illusztráció (Németország, 1885)
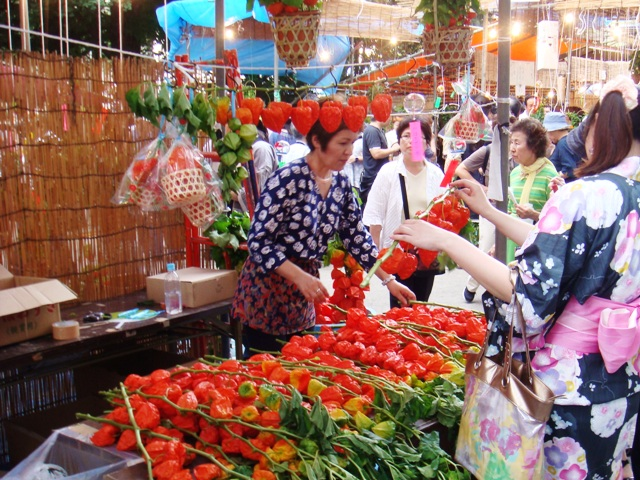
Lampionvirág Vásár, évenkénti rendezvény Tokióban